# Rok Benkovič
Rok Benkovič (Lubiana, 20 marzo 1986) è un ex saltatore con gli sci sloveno.

## Biografia
Rok Benkovič, soprannominato "Benko", ha esordito in Coppa del Mondo quindicenne il 21 dicembre 2001 a Predazzo (48°); ai Mondiali juniores di Schonach im Schwarzwald dell'anno dopo ha vinto il bronzo nella gara a squadre. Nell'edizione successiva, tenutasi a Sollefteå (Svezia), ha vinto l'argento nella gara dal trampolino normale, dietro all'austriaco Thomas Morgenstern, e nella gara a squadre; nella stessa stagione ha debuttato ai Campionati mondiali, in Val di Fiemme.
Il 12 febbraio 2005 ha ottenuto l'unico podio in Coppa del Mondo, nella gara a squadre di Pragelato (2°); in seguito ai Mondiali svoltisi a Oberstdorf (Germania) si è laureato campione del mondo sul trampolino normale: si trattò della prima medaglia iridata nel salto con gli sci per la Slovenia. È stato anche uno dei componenti del quartetto che ha vinto il bronzo nella gara a squadre dal trampolino normale.
Ai XX Giochi olimpici invernali di Torino 2006, sua unica partecipazione olimpica, è stato 49° nel trampolino normale, 29° nel trampolino lungo e 10° nella gara a squadre, mentre ai Mondiali di Sapporo dell'anno dopo è stato 27° nel trampolino normale. Si è ritirato al termine di quella stessa stagione.

## Palmarès

### Mondiali
- 2 medaglie:
  - 1 oro (trampolino normale a Oberstdorf 2005)
  - 1 bronzo (gara a squadre dal trampolino normale a Oberstdorf 2005)

### Mondiali juniores
- 3 medaglie:
  - 2 argenti (trampolino normale, gara a squadre a Sollefteå 2003)
  - 1 bronzo (gara a squadre a Schonach im Schwarzwald 2002)

### Coppa del Mondo
- Miglior piazzamento in classifica generale: 17º nel 2004
- 1 podio (a squadre):
  - 1 secondo posto